# Махмудов, Батыр Махмудович
Батыр Махмудович Махмудов (узб. Botir Maxmudovich Maxmudov; род. в 1941 году) — узбекский государственный деятель, с 11 февраля 1992 по 9 октября 1993 года хоким Сырдарьинской области.

## Биография
Окончил Ташкентский институт инженеров железнодорожного транспорта.
C 1963 г. работает первым секретарем Янгиерского райкома комсомола, инструктором отдела промышленности и транспорта, заместителем заведующего
отделом организационно-партийной работы Сырдарьинского обкома партии, С 1974 г. работает первым секретарем Гулистанского горкома партии.
Депутат Верховного Совета Узбекской ССР 10-го и 11-го созывов.
11 февраля 1992 года указом президента Узбекистана Ислама Каримова назначен хокимом Сырдарьинской области.
9 октября 1993 года во время внеочередной сессии Сырдарьинского областного совета народных депутатов Ботыр Махмудов освобождён от должности хокима.